# František Fichta
František Fichta (1892 – 26. srpna 1967) byl český fotbalista, záložník.

## Fotbalová kariéra
Hrál v předligové éře za AFK Union Žižkov, SK Viktoria Žižkov a SK Slavia Praha. Vítěz Pohár dobročinnosti 1913 a 1914.